# Ellen Ripley
Ellen Ripley egy sci-fi hősnő, akit Sigourney Weaver alakított az Alien filmekben. Előfutára volt a sztereotip férfiszerepekkel való dacolásnak, főleg a sci-fi műfajban, és napjainkig Weaver leghíresebb szerepe maradt.
2003-ban az AFI (American Film Institute) egyik top 100-as listáján az amerikai mozitörténet nyolcadik legnagyobb hősének választotta Ripleyt. Az Entertainment Weekly című lap szerint Ripley "az első olyan női mozi karakter, akit nem a körülötte lévő férfiak vagy a velük való kapcsolata határoz meg".

## Filmek

### A nyolcadik utas: a Halál
Ellen Ripley A nyolcadik utas: a Halál című filmben jelent meg először, mely az Alien-filmsorozat első része. Egy lánya volt, Amanda Ripley McClaren, más leszármazottról nem tudunk. A Weyland-Yutani társaság alkalmazásában a Nostromo fedélzetén dolgozott altisztként, amely nagy tömegű nyers ércet szállított a Thedusról a Földre.
A film azzal indul, hogy Anya, az űrhajó számítógépe a tervezettnél 10 hónappal korábban felébresztette a legénységet a mélyálomból, hogy válaszoljanak egy furcsa adásra, ami az LV-426-os bolygóról érkezett. Leszállás után az elsőtiszt, Kane, Dallas kapitány és a navigátor, Lambert elhagyta a hajót, hogy felkutassák az adás forrását, ami egy elhagyott idegen űrhajó volt. A hajó átvizsgálása során egy idegen parazita rátapadt Kane arcára. Ripley a sérülés miatt először visszautasította, hogy a legénység visszaszálljon a hajóba, és karantén alá akarta helyezni őket. Azonban parancsát felülbírálta Ash, a tudományos tiszt, akiben ettől kezdve egyre kevésbé kezdett megbízni. A karantén elvetése komoly következményekkel járt, amikor az arctámadó által Kane-be helyezett embrió a tiszt mellkasán tört ki. Kane belehalt az idegen születésébe, a lény pedig aránytalanul gyors növekedésnek indult és egymás után ölni kezdte a legénység tagjait. Dallas kapitány halála után Ripley lett a Nostromo parancsnoka, és megtudott Anyától egy fontos információt: a 937-es számú különleges utasítást, mely a társaságnak egy titkos eljárása, ami arra irányul, hogy még a legénység élete árán is a földre szállítsák a lényt (a Társaságnak), mely rájuk vadászik.Végül Ripley beindította a hajó önmegsemmisítési mechanizmusát. A Nostromo reaktora elolvadt és a hajó hatalmas robbanással elpusztult, pillanatokkal azután, hogy Ripley biztonságba került a Narcissus nevű kompján. Közben azonban a lénynek is sikerült a Narcissus fedélzetére jutnia. Ripleynek aztán sikerült a lényt kilöknie a hajó légzsilipjén keresztül az űrbe, majd a hajó hajtóművét aktiválva elégetnie. A hajó macskáján kívül ő volt az egyetlen túlélő.

### A bolygó neve: Halál
A folytatás ott kezdődik, ahol A nyolcadik utas: a Halál befejeződött, a Nostromo kompján, fedélzetén a megmenekült Ripleyvel, aki azt remélte, pár héten belül megmentik. Ripley a következő 57 évet mélyálomban töltötte, míg egy mentőhajó végül megmentette és a Föld körül keringő Gateway Állomásra szállította. Ébredése után Ripley megtudta a keserű valóságot, hogy lánya 66 éves korában meghalt, két évvel azelőtt, hogy Ripleyt megmentették. A Weyland-Yutani társaság Ripleyt tette felelőssé a Nostromo pusztulásárt és repülési engedélyét is visszavonták. Ripleyt folyamatos rémálmok gyötörték, ráadásul a vizsgálóbizottság nem hitte el az idegenről szóló történetet. Döbbenten szerzett róla tudomást, hogy az LV-426 bolygót időközben kolonizálták, számos család él egy légkörfeldolgozó településen, Hadley's Hope-on. Miután a Weyland-Yutani képviselője, Carter J. Burke közölte vele, hogy megszakadt a kapcsolat a telepesekkel, Ripley elvállalta, hogy a Gyarmati Tengerészgyalogság osztagával visszatér a planétára. A USS Sulaco fedélzetén megérkezett a bolygóra Ripley, Burke, egy Bishop nevű android, valamint 12 jól felfegyverzett tengerészgyalogos, Apone őrmester és a tapasztalatlan Gorman hadnagy vezetésével. Földet érés után látták, hogy bekövetkezett az idegenek inváziója. Ráakadtak egy kislányra, Newtra, aki a légaknákban bújkálva élte túl a támadást. A behatoló csapat rábukkant az idegenek fészkére és a begubózott emberekre, majd rájuk támadnak az idegenek. A bolygó Atmoszféra processzora egy eltévedt lövés miatt rövid időn belül felrobbanni készült. Ripley közben rájött, hogy Burke minden áron idegeneket akart eljuttatni a Földre. Halálos menekülés során szinte az összes katona és Burke is életét vesztette, Newtot pedig elhurcolták az teremtmények. Felfegyverkezve behatolt az idegenek birodalmába, hogy felkutassa a kislányt, az idegen királynőjével is szembekerült, aki üldözőbe vette őket. Az utolsó pillanatban jutottak el a leszállóhajóig, majd a robbanás előtti másodpercekben sikerült elhagyniuk a bolygó felszínét. A Sulacón kiderült, hogy a királynő is elrejtőzött a kis járművön. Ripley egy speciális rakodógép segítségével kidobta a bestiát az űrbe, majd Newttal, Hicks-szel és a roncsolódott Bishoppal együtt mélyálomba merültek.

### A végső megoldás: Halál
A film elején Ripley, Newt, Hicks és a roncsolódott Bishop, a filmsorozat második részének túlélői a Sulaco fedélzetén mélyálomban repültek. Eközben egy arctámadó, amelyik valahogyan feljutott a Sulacóra, egy királynő embrióját bejuttatta Ripley-be. Később egy másik arctámadó vére elektromos tüzet okozott a Sulacón, emiatt a hajó mentőjárműve lezuhant a Fiorina 161 nevű bolygón. A planéta egyetlen lakott helye egy volt bánya és finomító területén kialakított fegyintézet. Ide került Ripley, és megtudta, hogy egyetlenként élte túl a zuhanást. Rájött, hogy egy idegen miatt következett be a katasztrófa, ebben az ideiglenesen működőképessé tett Bishop is megerősítette. A telepre jutott arctámadó megtermékenyített egy kutyát, melyből hamarosan kitört egy idegen, majd fejlődni és pusztítani kezdett. Ripley felismerte a veszélyt, de az igazgató nem hitt neki, mindaddig, míg őt is meg nem ölte a lény. Több rab és Clemens doktor is áldozatul esett - véget vetve ezzel a Ripley és közte szövődő romantikus kapcsolatnak. Az elítéltek összefogtak Ripleyvel és megpróbálták megállítani a szörnyet. Ripley rájött, hogy mellkasában egy királynő embriója fejlődik, ezért őt nem támadta meg az idegen. Meggyőzte az életben maradt rabokat, hogy a Társaság tanulmányozni akarja a szörnyet, és nem elpusztítani. Újabb tervet eszeltek ki: becsalogatták a lényt az ólomöntőbe és sikerült a bestiát forró ólom és hideg víz segítségével szétrobbantani. Ekkor megérkezik a Társaság csapata, vezetőjük Bishop, az android tervezője. Ripley nem hitt az ígéreteinek, és belevetette magát az olvadt fémbe; magával vitte így a királynőembriót is a halálba. Az egyetlen túlélőt, Morse elítéltet elszállítják, a börtöntelep végleg bezár...

### Alien 4. - Feltámad a Halál
Az Alien-sorozat negyedik része nem a hagyományos módon folytatódik Ripley újabb harcával az idegenek ellen, az előző rész végén történt öngyilkossága miatt ez lehetetlen volt.
Az űrben kering az USM Auriga, az Egyesült Rendszerek Hadseregének gigászi Orvosi Kutatóhajója, amin tudósoknak sikerült klónozniuk Ripleyt a Fiorinán talált szövetmaradványokból. A nőből kioperálták a királynő embrióját, a kísérlet valódi célját: a tudósok a királynő segítségével tojásokhoz jutottak. Az emlékeit visszanyerő Ripley - vagyis Ripley 8. számú klónja - rájött, hogy génjei keveredtek az idegenével, így egyes tulajdonságaikat és érzéseiket is birtokolja.
A kutatóhajóra érkezett a Betty nevű csempészhajó, melynek legénysége az Auriga parancsnoka, Perez tábornok megbízásából elrabolt egy mélyálomban lévő emberekből álló szállítmányt. A szerencsétleneket gazdatestként használva végeztek a tudósok kísérleteket az idegenekkel. A legénység egy tagjáról, Callról kiderült, hogy a kísérletek megállítása céljából érkezett a hajóra.
A teremtmények közben kiszabadultak, és elkezdték a kutatóhajó legénységének pusztítását, mely a vészhelyzetre tekintettel elindult a Föld felé. Életét vesztette Perez tábornok és a tudósok, katonák nagy része is. A megmaradt csempészek Ripleyvel, a kísérletekért felelős Dr. Wrennel és még néhány túlélővel elindultak a Betty felé vezető veszélyes úton. Ripley szembesült az első hét félresikerült klón szörnyűségével, Callról pedig kiderült, hogy egy szökött másodgenerációs android. A menekülés során Ripleyt elragadták az idegenek, és a királynő kamrájába hurcolták. Ott szemtanúja volt, amint a nőstény egy másodlagos reprodukciós ciklus segítségével életet adott egy minden addiginál veszélyesebb újszülött idegennek. Ripleynek sikerült megszöknie, és eljutni a Bettyre. Mielőtt az Auriga becsapódott a Földbe, sikerült a kis hajóval felszállniuk.
Kiderült azonban, hogy az újszülött is a fedélzeten van. Ripley és Call együttes erővel sikeresen elpusztították a lényt: a hajó falán mart lyukon darabokban szívta ki a vákuum. Az életben maradt Ripley és társai a Föld felé tartottak végül a Bettyn.

## Könyvek, képregények, játékok
Az Alien filmek után könyvek, képregények oldalain illetve számítógépes, konzolos játékban is találkozhattunk az idegenekkel, köztük az alábbiakban Ellen Ripley karakterével is.

### Könyvek
- Alien Resurrection: Feltámad a Halál
- Alien3: A Végső Megoldás: a Halál (Az Út Végén, a Halál)
- Alien: A Nyolcadik Utas: a Halál
- Aliens: A Bolygó Neve: Halál
- Alien4: Idegenek a Földön (I. kötet)
- Alien4: Lidérces utazás (II. kötet)
- Alien4: Ripley háborúja (III. kötet)[3]
- Aliens: Eredendő bűn

### Képregények
- Alien: The Illustrated Story (Heavy Metal, 1979)[4]
- Sikerfilmek képregényben sorozat: A bolygó neve halál / A halálosztó (FŐMO/Budapest Film, 1988)[5]
- Alien3 + Alien3 Movie Special (Dark Horse, 1992)[6]
- Aliens: Newt's Tale (Dark Horse, 1992)[7]
- Alien Resurrection (Dark Horse, 1997)[8]

#### Alternatív folytatásaiA bolygó neve: Halálnak
- Aliens Vol. 2. - Nightmare Asylum (Dark Horse, 1990.)[9]
- Aliens Vol. 3. - Earth War, Female War (Dark Horse, 1990.)[10]

#### Alternatív folytatásai azAlien 4. – Feltámad a Halálnak
- Aliens vs. the Predator vs. the Terminator (Dark Horse, 2000.)[11]

Akciófigurákhoz mellékelt miniképregény sorozat:
- Aliens 1-13. (Kenner)

### Játékok
- Alien Trilogy (PC, Playstation)[12]
- Alien Resurrection (Playstation)[13]
- Alien: Isolation (PC/XBOX360/XBOX1/PS3/PS4)